# Baie Accaron
La baie Accaron (en anglais : Berkeley Sound et en espagnol : Bahía de la Anunciación) est un bras de mer ou un fjord au nord-est de la Malouine orientale dans les îles Malouines.

## Géographie
La baie Accaron est composée de plusieurs petites baies, le port de Port Louis et la baie de Port Johnson, séparés par la Grave Point, et comprend des îles dont l'île Hog, l'Île Kidney (une réserve naturelle) et Long Island. Elle fut agrandie par l’érosion des glaciers.
Elle comprend les villages de Green Patch, Port Johnson, Port Louis et Port Louis South.

## Historique
Elle fut le site de la première tentative de colonisation des îles, à Port-Louis, par les Français.
La baie Accaron fut visitée par Charles Darwin lors de son voyage sur le HMS Beagle en 1834. Il trouva un « terrain vallonné, d’un aspect désolé et triste » (Darwin and the Beagle, Alan Moorehead).

## Économie
Actuellement, la baie Accaron est utilisée par l'industrie de la pêche malouine pour le transbordement de poissons avec des déversements accidentels d'hydrocarbures survenus dans le processus,.

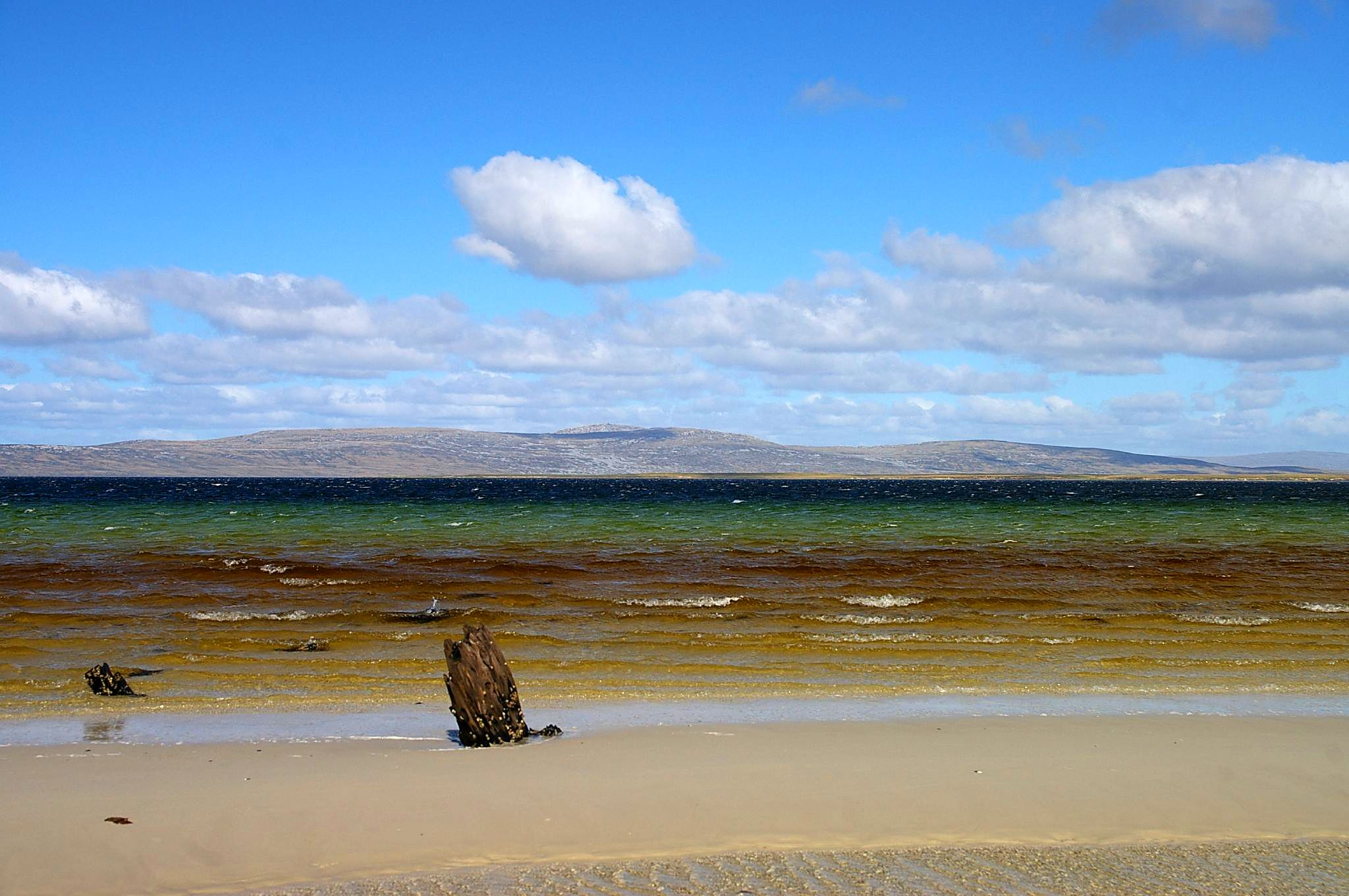
La baie Accaron avec les Wickham Heights à l'arrière-plan.
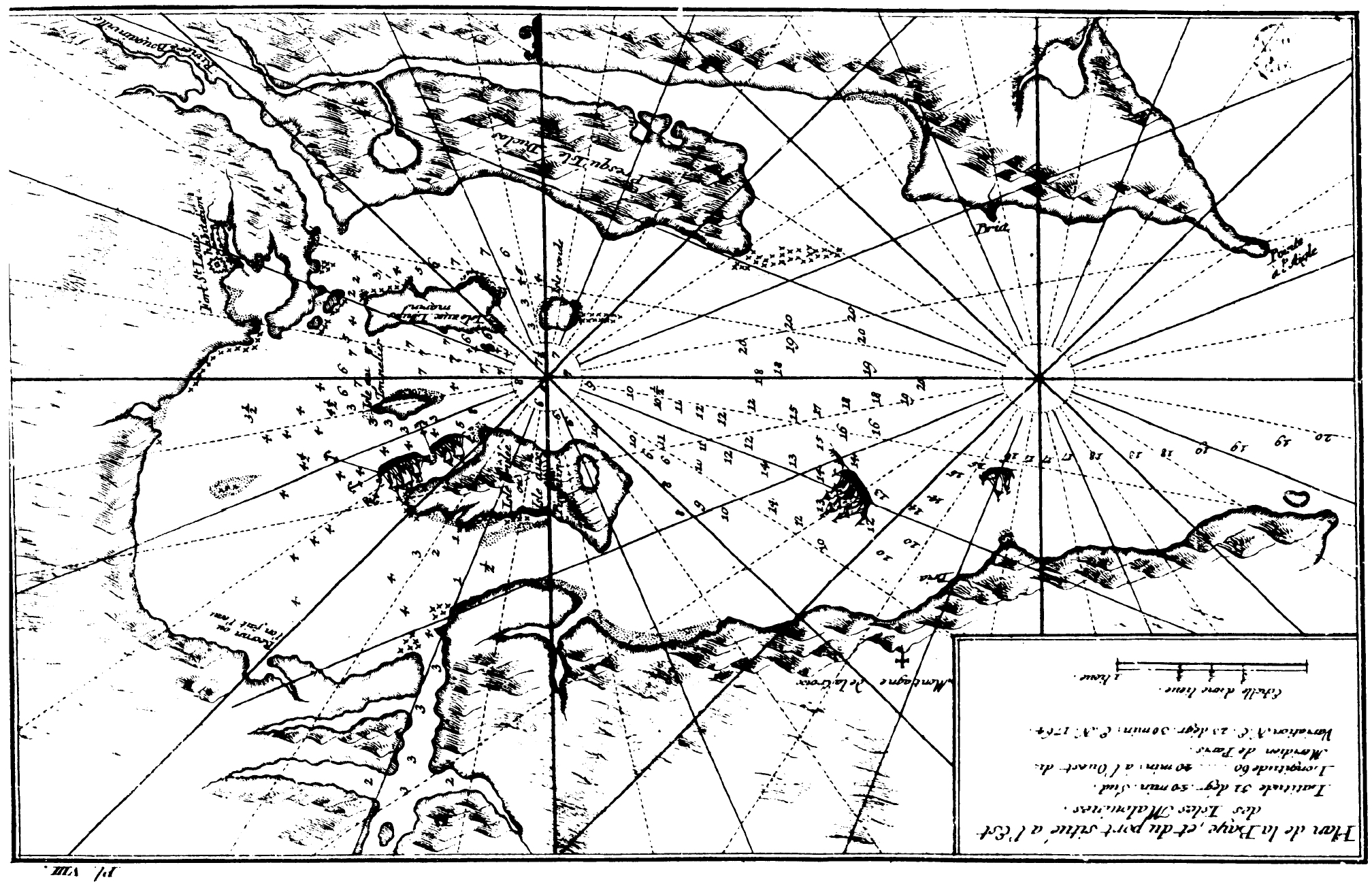
Une des premières cartes de la baie Accaron (Dom Pernety, 1769)